# 柳赞镇
柳赞镇，是中华人民共和国河北省唐山市曹妃甸区下辖的一个乡镇级行政单位。
2012年，河北省民政厅批复同意将滦南县柳赞镇划归唐海县管辖。

## 行政区划
柳赞镇下辖以下地区：
柳赞一村、柳赞二村、柳赞三村、大庄河村和蚕沙口村。